# Chuci
Chuci (chiń. upr. 楚辞; chiń. trad. 楚辭; pinyin Chǔcí), Pieśni z Chu – antologia chińskiej poezji autorstwa Qu Yuana i Song Yu żyjących w epoce Walczących Królestw w państwie Chu, oraz późniejszych naśladowców ich stylu. W skład Chuci wchodzi 58 krótkich i 6 długich utworów poetyckich. Jest to drugi (po Księdze pieśni) zachowany zbiór chińskiej poezji, a pierwszy, którego autorzy są znani z imienia.